# Jambu-gyümölcsgalamb
A Jambu-gyümölcsgalamb (Ptilinopus jambu) a madarak osztályának galambalakúak (Columbiformes) rendjébe és a galambfélék (Columbidae) családjába tartozó faj.

## Rendszerezése
A fajt Johann Friedrich Gmelin német természettudós írta le 1789-ben, a Columba nembe Columba jambu néven. Sorolják a Ramphiculus nembe Ramphiculus jambu néven is. A janbu szanszkrit nyelven rózsa almafa.

## Előfordulása
Délkelet-Ázsiában, Brunei, Indonézia, Malajzia, Mianmar, Szingapúr és Thaiföld területén honos. Természetes élőhelyei szubtrópusi és trópusi síkvidéki és hegyi esőerdők, valamint mangroveerdők. Vonuló faj.

## Megjelenése
Testhossza 28 centiméter.
|  |

## Életmódja
Kevés róla az információ, valószínűleg gyümölcsökkel táplálkozik.

## Természetvédelmi helyzete
Az elterjedési területe még nagy, de az erdőírások miatt csökken, egyedszáma is csökken. A Természetvédelmi Világszövetség Vörös listáján mérsékelten fenyegetett fajként szerepel.